# Burning Down the House
Burning Down the House is een nummer van de Amerikaanse new waveband Talking Heads uit 1983. Het is de eerste single van hun vijfde studioalbum Speaking in Tongues.

## Achtergrondinformatie
"Burning Down the House" is een new wavenummer met funkinvloeden. Drummer Chris Frantz en bassist Tina Weymouth waren liefhebbers van het genre funk. Volgens Weymouth ontstond het nummer tijdens een jamsessie. "Chris had net de band Parliament-Funkadelic in volle glorie gezien in Madison Square Garden en hij was echt enthousiast. Tijdens het jammen bleef hij 'Burn down the house!' roepen, wat het publiek bij Parliament-Funkadelic voortdurend riep. David vond de zin geweldig", aldus Weymouth. Voor de songtekst kozen de bandleden woorden die bij de ritmes pasten, waardoor de tekst nergens over gaat. Dit is gebruikelijk in funknummers, waarbij het niet de bedoeling is dat de tekst in de weg zit van de groove van een feelgoodnummer. De Franse toetsenist Wally Badarou, die ook veel met Level 42 en Grace Jones werkte, verzorgt de synthesizers op het nummer.
Het nummer werd, mede door hoge rotatie op MTV, een grote hit in Noord-Amerika. Het bereikte de 9e positie in de Amerikaanse Billboard Hot 100. Hoewel het nummer geen Europese hitlijsten bereikte, geniet het er wel bekendheid en wordt het af en toe ook door Nederlandse en Vlaamse radiozenders gedraaid.

## Tracklijst
- 7"

1. "Burning Down the House" – 4:00
2. "I Get Wild / Wild Gravity" – 4:06

- 12"

1. "Burning Down the House" (albumversie)
2. "I Get Wild / Wild Gravity" (cassetteversie)
3. "Moon Rocks" (cassetteversie)

## Tom Jones & The Cardigans
De Welshe zanger Tom Jones en de Zweedse band The Cardigans brachten in 1999 een cover van het nummer uit. Dit was de eerste single van Reload, het 34e studioalbum van Jones.
In tegenstelling tot de originele versie van Talking Heads, werd de uitvoering van Jones en The Cardigans wél een hit in het Verenigd Koninkrijk en andere Europese landen. De cover bereikte de 7e positie in het Verenigd Koninkrijk. In het Nederlandse taalgebied was het succes kleiner; met een 7e positie in de Nederlandse Tipparade en een 2e positie in de Vlaamse Tipparade. Desondanks wordt het nummer tot op de dag van vandaag nog regelmatig op de Nederlandse radio gedraaid.

### Tracklijst
Cd-single
1. "Burning Down the House"
2. "Unbelievable" (Tom Jones live)
3. "Come Together" (Tom Jones live)

Cassettesingle
1. "Burning Down the House"
2. "Burning Down the House" (Delakota mix)
3. "Burning Down the House" (Pepe Deluxé mix)